# Centrothele nardi
Centrothele nardi är en spindelart som beskrevs av Norman I. Platnick 2000. Centrothele nardi ingår i släktet Centrothele och familjen Lamponidae. Inga underarter finns listade i Catalogue of Life.